# Potok-Stany (gromada)
Potok-Stany – dawna gromada, czyli najmniejsza jednostka podziału terytorialnego Polskiej Rzeczypospolitej Ludowej w latach 1954–1972.
Gromady, z gromadzkimi radami narodowymi (GRN) jako organami władzy najniższego stopnia na wsi, funkcjonowały od reformy reorganizującej administrację wiejską przeprowadzonej jesienią 1954 do momentu ich zniesienia z dniem 1 stycznia 1973, tym samym wypierając organizację gminną w latach 1954–1972.
Gromadę Potok-Stany z siedzibą GRN w Potoku-Stanach utworzono – jako jedną z 8759 gromad na obszarze Polski – w powiecie kraśnickim w woj. lubelskim na mocy uchwały nr 10 WRN w Lublinie z dnia 5 października 1954. W skład jednostki weszły obszary dotychczasowych gromad Dąbrówka, Osinki, Potok-Stany wieś i Potok-Stany kol. oraz miejscowości Dąbrowica wieś i Popielarnia z dotychczasowej gromady Dąbrowica ze zniesionej gminy Potok w tymże powiecie. Dla gromady ustalono 24 członków gromadzkiej rady narodowej.
1 stycznia 1958 gromadę włączono do powiatu janowskiego w tymże województwie, gdzie równocześnie została zniesiona, a jej obszar włączony do gromady Potok Wielki tamże.